# Victoria Open 2011
Die Victoria Open 2011 im Badminton fanden vom 2. bis zum 3. Juli 2011 in Albert Park statt. 

## Austragungsort
- MSAC, Aughtie Drive, Albert Park

## Sieger und Platzierte
| Disziplin    | Gold                      | Silber                           | Bronze                         |
| ------------ | ------------------------- | -------------------------------- | ------------------------------ |
| Herreneinzel | Hung Pham                 | Michael Fariman                  | Wesley Caulkett                |
| Herreneinzel | Hung Pham                 | Michael Fariman                  | Hu-Wen Chew                    |
| Dameneinzel  | Anna Thea Madsen          | Victoria Na                      | Verdet Kessler                 |
| Dameneinzel  | Anna Thea Madsen          | Victoria Na                      | Gronya Somerville              |
| Herrendoppel | Ross Smith Glenn Warfe    | Wesley Caulkett Raymond Tam      | Stuart Brehaut Ong Beng Teong  |
| Herrendoppel | Ross Smith Glenn Warfe    | Wesley Caulkett Raymond Tam      | Luke Chong Einstein Tanaka     |
| Damendoppel  | Leanne Choo Renuga Veeran | Anna Thea Madsen Julie Rechnagel | Ann-Louise Slee Eugenia Tanaka |
| Damendoppel  | Leanne Choo Renuga Veeran | Anna Thea Madsen Julie Rechnagel | Vee Vien Chong Joo Yiet Lee    |
| Mixed        | Ross Smith Renuga Veeran  | Glenn Warfe Leanne Choo          | Raymond Tam Ann-Louise Slee    |
| Mixed        | Ross Smith Renuga Veeran  | Glenn Warfe Leanne Choo          | Luke Chong Victoria Na         |